# Vojenská kancelář prezidenta Slovenské republiky
Vojenská kancelář prezidenta Slovenské republiky plní úkoly související s výkonem pravomocí prezidenta Slovenské republiky jako vrchního velitele ozbrojených sil. Podílí se ale i na jiných úkonech spojených s výkonem ústavních pravomocí slovenského prezidenta. Podřazenou jednotkou Vojenské kanceláře prezidenta SR je Čestná stráž prezidenta SR.

## Náčelník Vojenské kanceláře prezidenta
Současným náčelníkem kanceláře je brigádní generál Vladimír Šimko. Náčelník Vojenské kanceláře prezidenta SR se účastní jednání Rady bezpečnosti SR. Náčelníka kanceláře jmenuje prezident Slovenské republiky, kterému náčelník odpovídá za výkon funkce.